# Pungspetsekorrar
Pungspetsekorrar (Antechinus) är ett släkte i familjen rovpungdjur (Dasyuridae). Det skiljs mellan 10 arter som förekommer i östra Australien.
Det vetenskapliga namnet bildas av grekiska anti- (i motsats, men även liknande) och echinos (igelkott). Det syftar på arternas huvud som påminner om igelkottens huvud.

## Kännetecken
Arterna liknar näbbmöss i utseende men tillhör gruppen pungdjur. Den korta grova pälsen är på ovansidan rosa, grå eller brun, undersidan är ljusare till vitaktig. Svansen är nästan lika lång som övriga kroppen och täckt av korta hår i samma färg som kroppens ovansida. De har breda fötter som hos trädlevande arter är särskilt påfallande. Kroppslängden utan svans ligger mellan 8 och 17 centimeter och vikten ligger mellan 30 och 90 gram. Hannar är oftast större och tyngre än honor.
Honor utvecklar antingen en enkel pung (marsupium) under parningstiden eller det bildas bara hudflikar kring spenarna. Beroende på art finns 6 till 12 spenar.

## Utbredning och levnadssätt
Pungspetsekorrar förekommer i stora delar av östra och sydöstra Australien och lever i olika habitat, bland annat i skogar, savanner och buskland. De är aktiva på natten, mycket skygg och kännetecknas av hastiga rörelser. Några arter lever på träd och har klor som anpassning till levnadssättet medan andra arter lever på marken. De vilar på dagen i bon som byggs i trädens håligheter eller i bergssprickor, ibland använder de tomma fågelbon. Vanligen lever varje individ ensam men under vintern syns ibland flera individer i samma bo.
Födan utgörs huvudsakligen av insekter men de äter även maskar, snäckor och mindre ryggradsdjur som möss och små fåglar.

## Fortplantning
Arternas parningsbeteende skiljer sig från flera andra liknande djur. Trots arternas ringa storlek finns bara en parningstid per år. Parningen sker vanligen mellan juli och september (australisk vinter). Vid parningstidens början uppsöker hannarna gemensamma bon som sedan besöks av honorna. Honor parar sig med flera olika hannar. Hannarna dör direkt efter parningen och under nästa vår består populationen bara av dräktiga honor. Dräktigheten varar i cirka 23 till 35 dagar. Ungarna lever några veckor i pungen. Sedan vistas de i boet och efter cirka 90 dagar slutar honan med digivning. Efter ytterligare åtta till tio veckor jagas ungar av hankön bort. Ungarna blir efter nio eller tio månader könsmogna. Hos Antechinus stuartii lever bara 15 % av honorna tillräckligt länge för att föda ungar en andra gång och andra kullen består av ett mindre antal ungar.

## Hot
Allmänt hotas inga pungspetsekorrar av människor men ibland faller de offer för förvildade tamkatter. Dessa arter som lever i regnskogen i norra Queensland hotas dessutom genom förstöringen av levnadsområdet. IUCN listar bara Antechinus godmani som nära hotad (NT) och alla andra arter som livskraftig (LC).

## Arterna
Enligt Wilson & Reeder (2005) utgörs släktet av 10 arter.
- Antechinus adustus, lever i regnskogen i Queensland.
- Antechinus agilis, beskrevs så sent som 1998 och lever i sydöstra Australien.
- Antechinus bellus, lever på savanner i Northern Territory.
- Antechinus flavipes, förekommer i stora delar av östra och sydöstra Australien samt i kontinentens sydvästra hörn.
- Antechinus godmani, lever i regnskogen på Kap Yorkhalvön.
- Antechinus leo, finns likaså på Kap Yorkhalvön.
- Antechinus minimus, lever på gräs- och träskmark i sydöstra Australien samt på Tasmanien.
- Antechinus stuartii, finns i skogar och buskland av östra och sydöstra Australien.
- Antechinus subtropicus, beskrevs först året 2000 och lever i östra Australien.
- Antechinus swainsonii, förekommer i skogar av sydöstra Australien och Tasmanien men vistas på marken.

Året 2015 blev ytterligare en art beskriven, Antechinus vandycki.
Flera arter på Nya Guinea som tidigare räknades till pungspetsekorrar listas idag till släktena Micromurexia, Murexechinus och Phascomurexia.